# Antonín Kosina
Antonín Kosina (10. listopadu 1849 Horní Jelení – 4. června 1925 Lomnice nad Popelkou) byl český učitel, básník a spisovatel. Vyučoval na měšťanských školách v Mladé Boleslavi a Lomnici nad Popelkou. Je autorem několika básnických sbírek a dalších knih pro mládež.

## Život
Podle matriky se narodil 10. listopadu 1849 v obci Horní Jelení u Vysokého Mýta čp. 267. (Některé zdroje uvádějí datum 9. listopadu.) Vystudoval gymnázium v Hradci Králové a po maturitě se r. 1870 přihlásil na bohoslovecký seminář. Po roce a půl ale ztratil zájem o kněžské povolání, odešel ze semináře a nastoupil do zaměstnání jako podučitel v Náchodě. Přitom pokračoval v odborné přípravě. Roku 1873 složil v Praze zkoušky pro základní školy, o dva roky později i pro školy měšťanské v oboru gramatickém a na jejich základě získal učitelské místo v měšťanské dívčí škole v Mladé Boleslavi. Později se stal ředitelem školy v Lomnici nad Popelkou a v tomto městě zůstal i po odchodu do důchodu. Zemřel tam 4. června 1925, pohřben byl na místním hřbitově.

## Dílo
Zájem o literaturu projevoval už jako gymnazista. Během studia na semináři publikoval několik básní — náboženské v časopise Blahověst (např. Smrt zrádcova, Víra nebo V chaloupce) a milostné v časopise Hradečan. Na jeho další rozvoj měl vliv ředitel náchodské školy Jan Karel Hraše. Na jeho podnět začal psát články do časopisů Beseda učitelská, Česká škola, Komenský, Budečská zahrada a Naší mládeži. Přispěl také do almanachu Kytice. Jeho básnická i prozaická tvorba je určena především dětem a mládeži.
Knižně vyšly např.:
- Kvítí luční (1874)
- Ze zpěvů vlasteneckých (1876)
- Povídky, pohádky a obrázky (1877)
- Z dob slávy řecké : dějepisné obrázky (1877)
- Z lásky ku vlasti : dějepisné obrázky (1878)
- Po válkách perských : dějepisné obrázky (1879)
- Malý gratulant : původní blahořečenky (80. léta)
- Vínek veršův (1881)
- Kytička veršů výpravných (1882)
- Chudobinky (1884), sbírka básní pro mládež, ilustroval Karel Krejčík
- Pod lipou : veršované obrázky (1885)